# Калашник Марія Павлівна
Марі́я Па́влівна Кала́шник (* 1966) — українська мистецтвознавець, професор (2008), доктор мистецтвознавства (2011), заслужений діяч мистецтв України (2007), музичний критик та педагог, від 2003 року входить до складу НСКУ.

## З життєпису
Донька Павла Калашника. 1989 року закінчила Харківський інститут мистецтв, клас теорії музики Неоніли Бабій-Очеретовської, фортепіано — Ніни Іванівни Руденко. Відтоді й працювала в Харківському інституті мистецтв.
1991 року захистила кандидатську дисертацію «Інтерпретація жанрів сюїти та партити у творчій практиці XX сторіччя (на прикладі фортепіанних циклів українських композиторів)».
Від 2001 року — професорка кафедри теорії музики, 3 2004-го — гармонії та поліфонії. Від 2006 року (з перервою) — професорка кафедри музично-інструментальної підготовки Харківського педагогічного університету.
В 2007—2011 роках — професорка кафедри історії і теорії музики Дніпропетровської консерваторії. В той же час від 2002 року викладає у Харківській спеціальній музичній школі.
Від 2005 року — артдиректор міжнародного дитячого фортепіанного конкурсу «Steinway Junior» (Харків).
Займається дослідженнями української та західноєвропейської партитури і сюїти, творчого доробку харківських композиторів і музикознавців. Серед учнів — Д. Вечер.
Серед робіт:
- «Сюїта й партита в фортепіанному мистецтві українських композиторів ХХ століття», 1994
- «Михайло Дмитрович Тіц», 1995, у співавторстві з Н. Л. Очеретовською та П. П. Калашником
- «Галина Олександрівна Тюмєнєва», 1998, у співавторстві з П. П. Калашником
- «Уроки елементарної теорії музики: Навчальний посібник», 2004, 2007
- «Музичні прописи: Навчальний посібник», 2008
- «Ходить сон коло вікон: Хрестоматія», 2008
- «Музичний тезаурус композитора: аспекти вивчення», 2010.